# Somálsko
Somálsko (somálsky Soomaaliya, arabsky الصومال‎, aṣ-Ṣūmāl), plným názvem Somálská federativní republika, je východoafrická země na Somálském poloostrově zvaném Africký roh. Sousedními státy jsou Etiopie na západě, Džibutsko na severozápadě a Keňa na jihozápadě. Z východu zemi omývá Indický oceán a ze severu Adenský záliv.

## Historie

### Období před kolonizací
Somálsko bylo obýváno různými etnickými skupinami, z nichž nejpočetnější byly Somálské kmeny, které se v oblasti usadily již před 3500 lety. Kolem roku 800 n. l. pronikl do oblasti islám. V pozdním středověku vznikaly ze somálských měst městské státy a království, z nichž nejvýznamnějším byl Adalský sultanát. Etiopsko-somálské války z 15. století značně otočily vývoj Somálska ve Východní Africe. Etiopané byli poraženi somálským sultánem Ahmadem Gureyem z Adalu, a skončila tak etiopská okupace Somálska, která trvala celé století a začala krátká okupace Etiopie. Etiopii přišla na pomoc portugalská vojska, která zničila téměř celou armádu Adalského sultanátu (v bojích zemřel i sultán Ahmad Gurey). Krátce po smrti svého sultána se Adalský sultanát zhroutil. V pozdější době vznikaly další sultanáty, následníci městských států, jako sultanát Geledi a sultanát Hobyo.

### Po získání nezávislosti

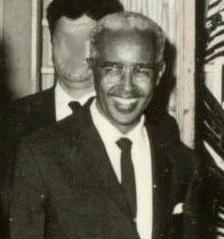
Aden Abdullah Osman Daar, první prezident nezávislého státu

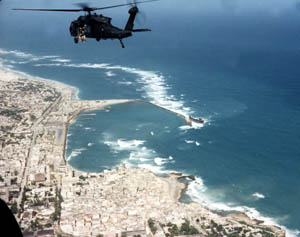
Vrtulník U.S. Army 3. října 1993 nad Mogadišem během bitvy o Mogadišo

Somálsko získalo nezávislost v roce 1960, předtím bylo rozděleno do dvou kolonií, britské a italské. V roce 1969 se vojenským převratem dostal k moci diktátor Muhammad Siad Barre, který pak zůstal u moci dalších 22 let, do roku 1992. Po válce s Etiopií v roce 1978 se začaly objevovat první opoziční skupiny. V čele jedné z nich, Hnutí za spásu Somálska (SSDF), stál pozdější prozatímní prezident, Abdullahi Yusuf Ahmed.
Barre byl svržen v roce 1991, vítězní polní velitelé se pak ale pustili do sebe navzájem a začala občanská válka v Somálsku, která si vyžádala statisíce obětí a která dodnes neskončila. Situaci se snažila uklidnit OSN vysláním mezinárodních sil koncem roku 1993. Situace však zůstala nestabilní, síly byly během roku 1995 kompletně staženy za pomoci americké armády (která byla součástí těchto sil).
V  letech 1997–2000 byl prezidentem Přechodné národní vlády Somálska Abdiqasim Salad Hassan. Přechodná vláda měla pod kontrolou jen části hlavního města Mogadišo, zbytek země zůstával v rukách polních velitelů. 15. října 1999 Xasana vystřídal Cabdullaahi Yuusuf Axmed, zvolený přechodným exilovým parlamentem v keňském Nairobi. I jeho vláda zůstala slabá a nepodařilo se jí získat skutečnou kontrolu nad Somálskem.
Na severozápadě se mezitím odtrhlo území zvané Somaliland, které vyhlásilo nezávislost a udržuje si politickou stabilitu, nezávislost však nebyla mezinárodně uznána. Další území, Puntland, na samé špičce Afrického rohu, vyhlásilo „dočasnou nezávislost“ s úmyslem vrátit se jako autonomní území, až bude fungovat centrální vláda. Na jihozápadě Somálska byl ustaven stát Jubaland, který rovněž vyhlásil nezávislost, vzápětí byl však pohlcen větším celkem Jihozápadní Somálsko, který se později dostal pod kontrolu Přechodné vlády.

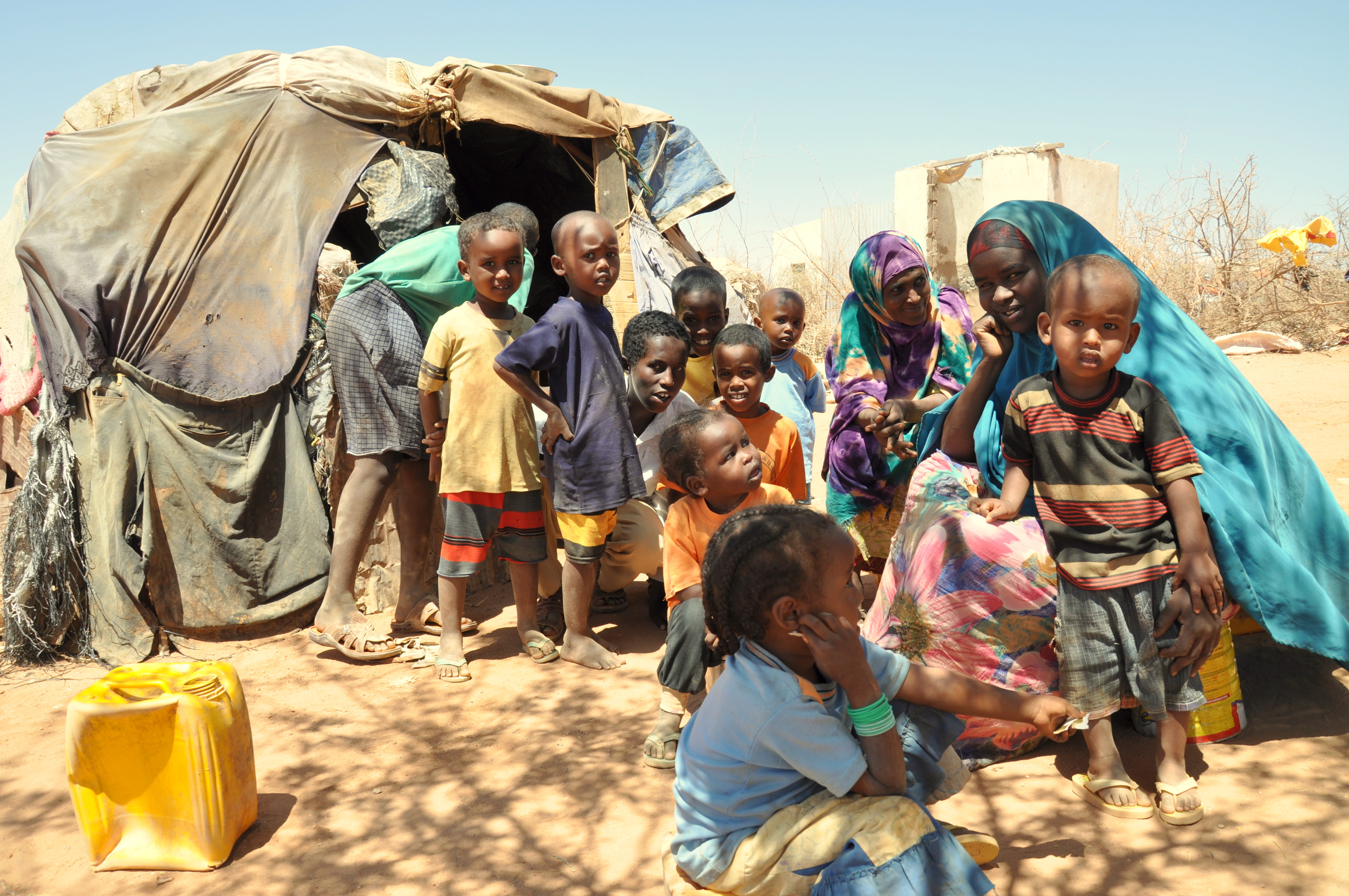
Somálští uprchlíci, které z jejich domovů vyhnalo sucho a válečný konflikt

Vlna tsunami v roce 2004 zasáhla i Somálsko a pravděpodobně způsobila šíření nebezpečného toxického odpadu zde umístěného, což pravděpodobně způsobuje zdravotní problémy obyvatel. Celkový rozsah katastrofy nebylo vzhledem k nestabilní situaci možné zjistit.
V roce 2006 začal posilovat Svaz islámských soudů, který ovládl většinu jihozápadu země včetně Mogadiša a začal vést rozhovory s Přechodnou vládou o budoucím uspořádání země. Ty skončily neúspěšně a mezi oběma stranami se rozhořel vojenský konflikt. V konfliktu se na straně Přechodné vlády začala aktivně angažovat armáda Etiopie, což znamenalo zvrat v konfliktu. Svaz opustil Mogadišo a postupně byl donucen k ústupu ze všech větších měst na jihu země a přešel na partyzánský boj. Od 8. ledna 2007 se bojů proti Svazu účastní i americká armáda, která svaz podezřívá ze spolupráce s teroristickou sítí Al-Kájda.
V letech 2010 až 2012, kdy východní Afriku zasáhla obří vlna sucha, zemřelo v Somálsku během hladomoru až 260 000 lidí.
Islamistická teroristická skupina Aš-Šabáb, která má wahhábistické kořeny a usiluje o vytvoření islámského státu v Somálsku, byla postupně vytlačena z velkých měst na venkov, odkud podniká pravidelné útoky v Somálsku i v sousední Keni. Skupina se zformovala původně jako militantní křídlo Svazu islámských soudů.
8. února 2017 byl somálským prezidentem zvolen Mohamed Abdullahi Farmajo, bývalý premiér. Studoval v USA a vedle somálského má i americké občanství. 15. května 2022 jej v úřadě vystřídal Hasan Šejk Mohamúd.

## Státní symboly

### Vlajka
Somálská vlajka je tvořena modrým listem o poměru stran 2:3 s uprostřed umístěnou bílou, pěticípou hvězdou.

### Hymna
Somálská hymna je skladba Soomaaliyeey toosoo (česky Somálci, probuďte se). Autorem skladby je Ali Mire Awale.

### Ozbrojené síly

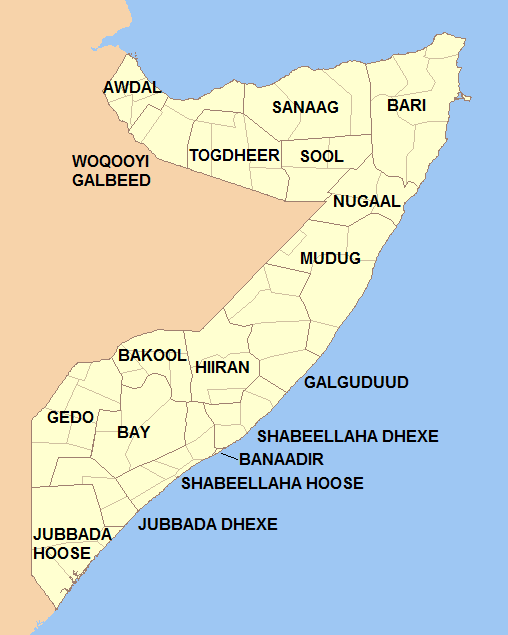
Somálské regiony

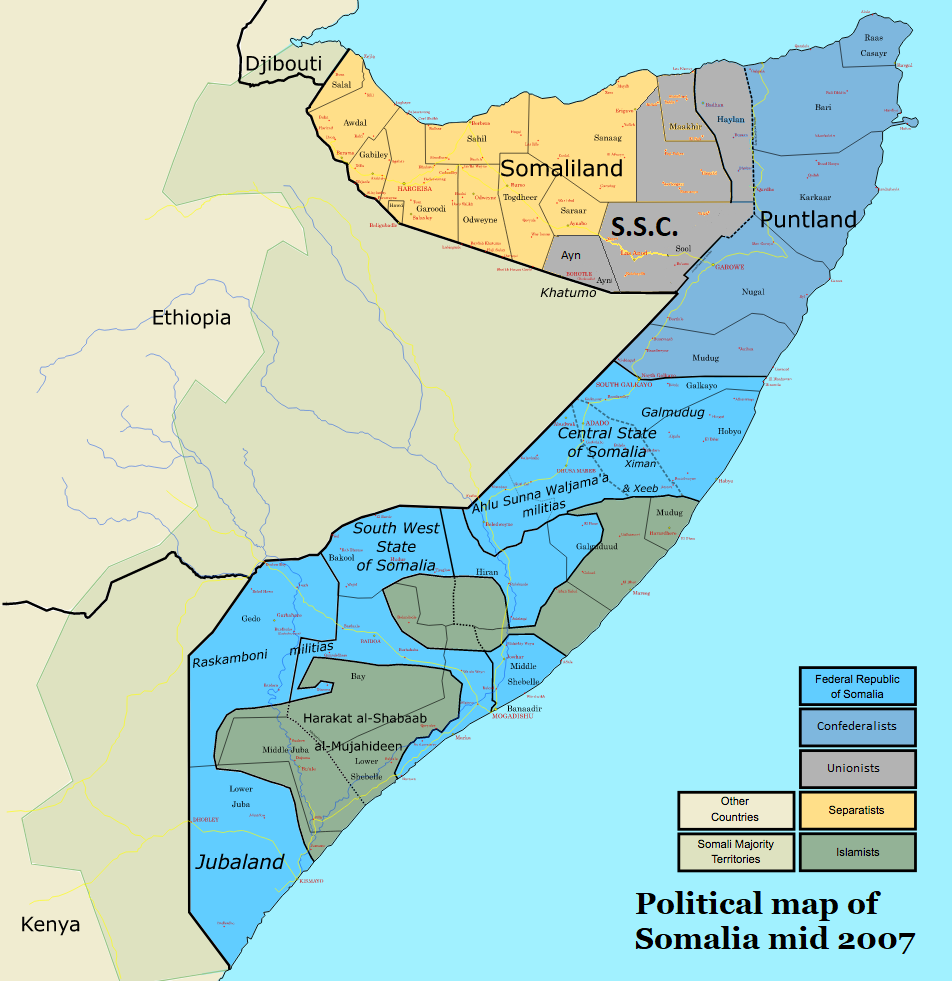
Průběžně aktualizovaná politická mapa Somálska

## Politika

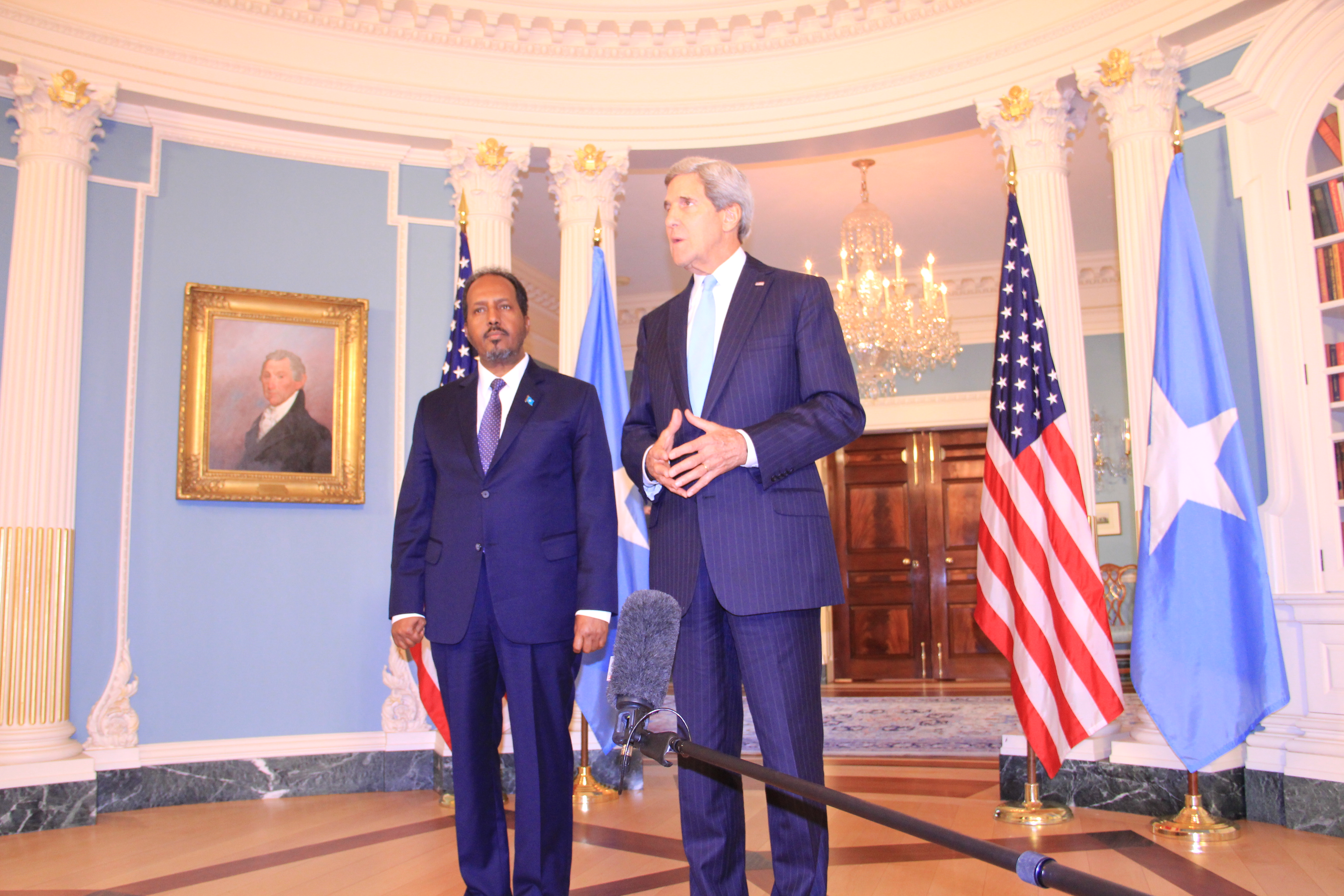
Somálský prezident Hasan Šejk Mohamúd a americký ministr zahraničí John Kerry, září 2013

### Správní členění

Somálské federální státy a regiony

Somálsko je oficiálně rozděleno do 7 federálních členských států, včetně de facto nezávislého Somalilandu, který si stále nárokuje, ale nekontroluje.
- Somaliland
- Severovýchodní stát (do 30. července 2025 SSC-Khatumo)
- Puntland
- Galmudug
- Hirshabelle
- Jihozápadní stát
- Jubaland

18 regionů (jednotné číslo gobolka)
- Awdal
- Banaadir
- Bakool
- Bari
- Bay
- Galguduud
- Gedo
- Hiiraan
- Střední Džuba (Jubbada Dhexe)
- Jižní Džuba (Jubbada Hoose)
- Mudug
- Nugaal
- Sanaag
- Střední Šebeli (Shabeellaha Dhexe)
- Jižní Šebeli (Shabeellaha Hoose)
- Sool
- Togdheer
- Woqooyi Galbeed

## Ekonomika

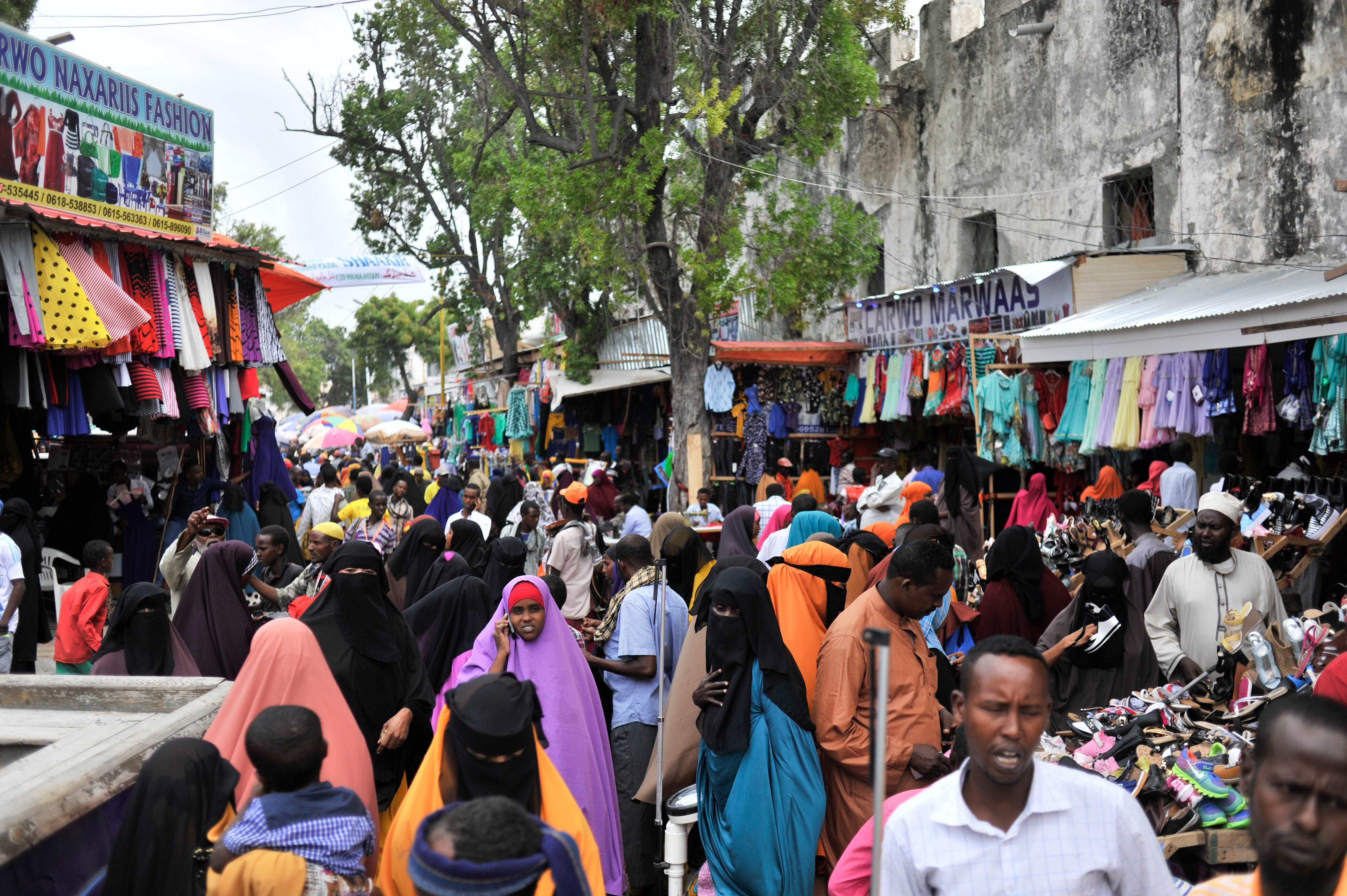
Tržiště v Mogadišu v roce 2016

Vliv neexistence centrální vlády na hospodářství je nejasný, země stále patří mezi nejchudší státy světa s odhadovaným HDP 600 $ ročně na obyvatele. Nejvýznamnějším sektorem hospodářství zůstává zemědělství. Zásoby ropy v Puntlandu zůstávají kvůli nestabilní situaci nevyužité, nerozvíjí se silniční infrastruktura. Elektřinu dodávají jednotliví majitelé naftových generátorů. Prudký rozvoj zaznamenávají telekomunikace, letecká doprava či bankovnictví. Z nelegálních aktivit je nejdůležitější pirátství. Mořští lupiči se už několikrát snažili přesvědčit svět, že jejich nájezdy jsou jen „odpovědí“ na vylupování tamních rybných lovišť flotilami z celého světa a na aktivity „odpadkové mafie“ z Evropy, která shazuje nebezpečný odpad do nechráněných somálských vod. Od léta 2013 začali somálští piráti chránit lodě, které nelegálně loví v somálských vodách. Piráti, kteří operují u břehů afrického Somálska, v letech 2005 až 2012 na výkupném za zajaté posádky a lodi získali 413 milionů amerických dolarů.

## Obyvatelstvo

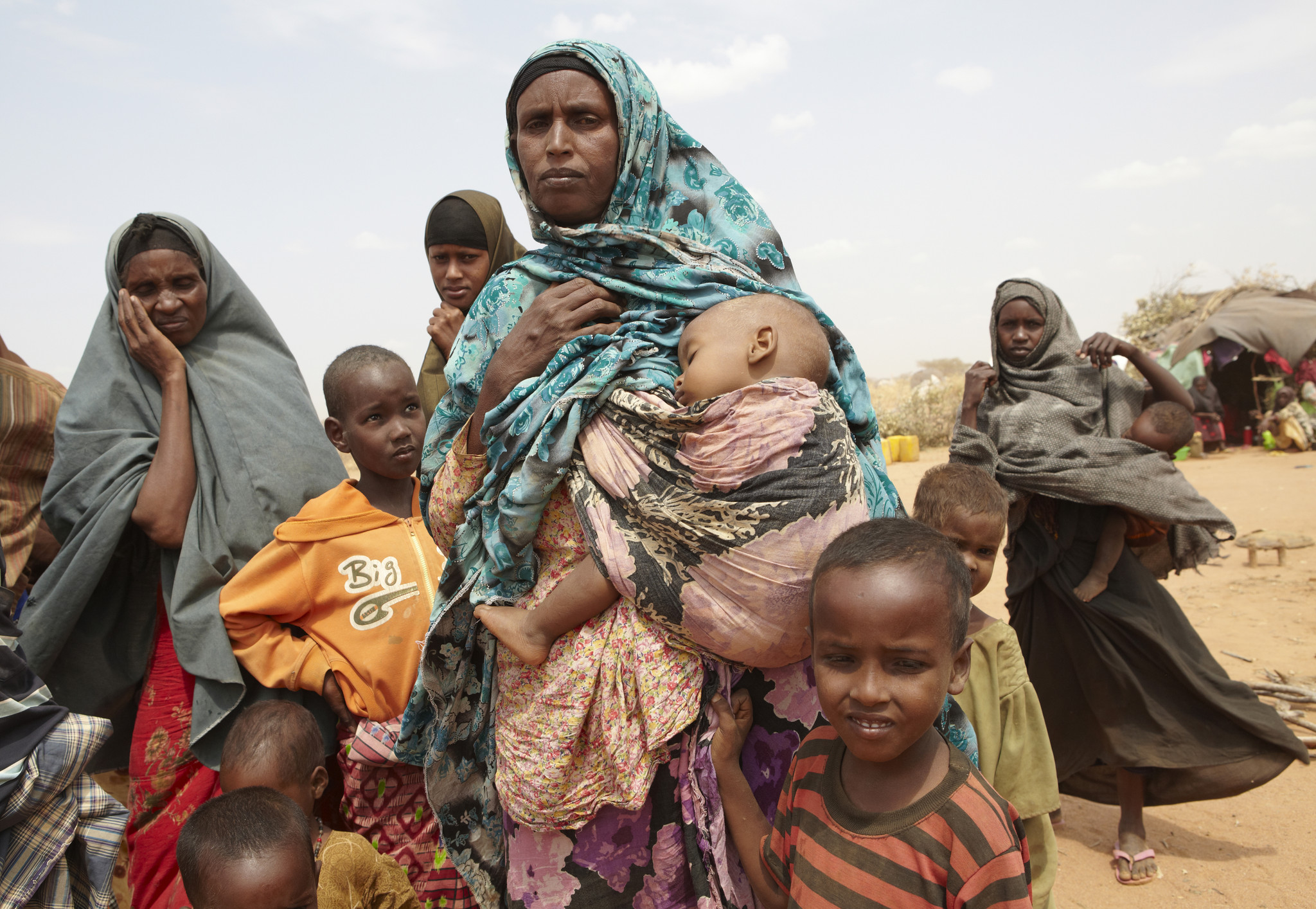
Somálská rodina

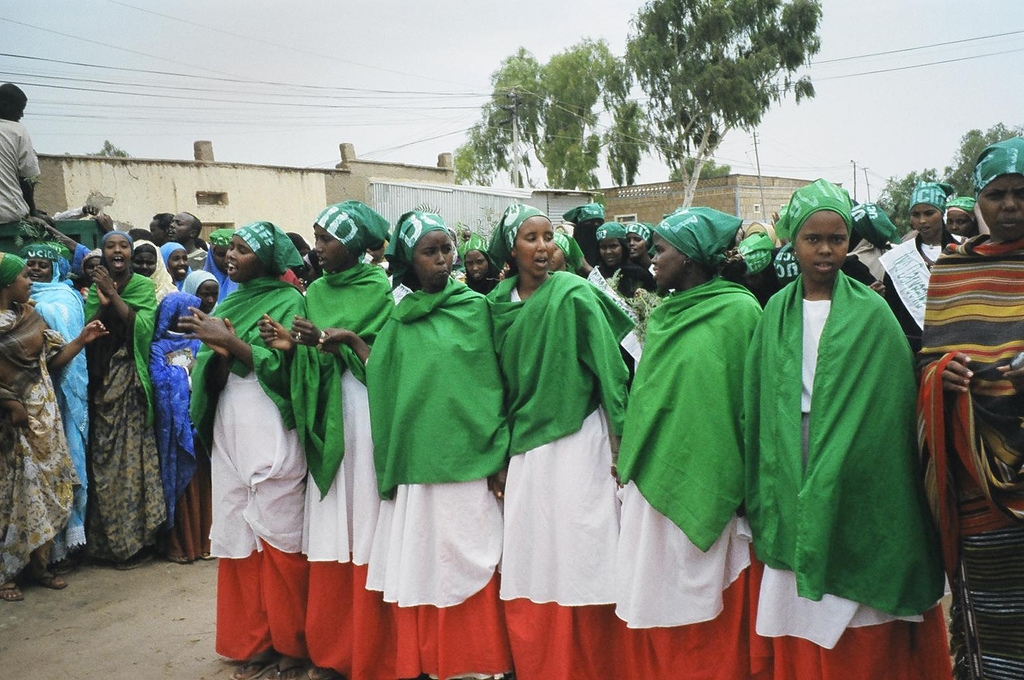
Ženy s vlajkami separatistického Somalilandu

Počet obyvatel je těžké odhadovat, poslední sčítání proběhlo v roce 1975 a tehdy žilo v Somálsku 3,3 milionů lidí. CIA Factbook odhaduje 8 863 338, jiné odhady udávají až 15 miliónů. Asi 60 % obyvatel není trvale usazeno a kočuje. Dalších 25 % jsou usedlí zemědělci žijící hlavně v jižní části země v okolí řek Džuba a Šebeli. Zbylých 15 % žije ve městech, hlavně v Mogadišu. Občanská válka vyhnala do okolních států i celého světa asi 1 milion obyvatel. V Keni v táboře Dadaab žije více než 500 000 somálských uprchlíků.
Zdravotní péče je na nízké úrovni, kojenecká úmrtnost dosahuje 10 %, 5 let se nedožije 25 % dětí. Průměrná délka života je asi 48 let. Naopak v porovnání s okolními státy je velmi nízká rozšířenost viru HIV (asi 2% populace).
Soukromé školství nahradilo předválečné nekvalitní státní školství, 80 % obyvatel zůstává negramotných.

### Etnické skupiny
Etničtí Somálci tvoří 85 % obyvatel a dělí se na mnoho skupin a klanů. Nejpočetnější menšinou jsou somálští Bantuové, kteří jsou potomci otroků. Evropané opustili Somálsko po získání nezávislosti, ale ještě v roce 1960 žilo v Mogadišu asi 10 000 Italů.

### Náboženství
Drtivá většina obyvatel jsou sunnitští muslimové, islám je i státním náboženstvím. Žije zde i nepatrná menšina křesťanů, nicméně historicky se k území Somálska vztahují i biblické a koranické dějiny (příběh královny ze Sáby, přesun obyvatel před zjevením Muhammadovi). V zemi je jediná římskokatolická Diecéze Mogadišo.
Sunnitská většina v Somálsku následuje šáfiovskou právní školu (tzv. šáfiovský mazhab). Somálsko má mimořádně bohatou náboženskou historii: v regionu existovalo a stále existuje množství tradičních náboženství, například oromské náboženství waaqeffanna. Název pramení ve slově waaqa, což je v oromských jazycích i v somálštině v překladu stvořitel.  Vyznavači náboženství waaqeffanna se nazývají waaqeffataa. Základním vyznáním je víra v jediného Boha Waaqa Tokkicha. V období před přelomem letopočtu bylo na území dnešního Somálska mimo jiné uctíváno sluneční a měsíční božstvo. Božstev bylo ovšem mnoho. Křesťanství se do severní oblasti dostalo hned v první fázi christianizace Afriky v prvních stoletích našeho letopočtu. Islám se do země dostal okamžitě po svém vzniku. Stalo se tak již v osmém roce před novým islámském letopočtem (8 BH), tedy v roce 614 našeho letopočtu. Muslimská tradice tento přesun nazývá první hidžrou. V přímořském městě Zeila (v dnešním Adenském zálivu na pobřeží Somálska) tehdejší muslimové postavili v roce 615 malou mešitu, která měla později dvě  kibly – tedy dva směry modlitby –, neboť byla postavena ještě v době, kdy kibla směřovala k Jeruzalému, což bylo po několika letech změněno na směr k Mekce. V současném somálském islámu je rovněž množina súfiů. Podle somálské ústavy je islám státním náboženstvím a islámské právo šaría je základem národní legislativy. Podle afrikanisty O. Havelky někteří muslimové v Somálsku vyznávají zároveň tradiční náboženství svých předků, případně kult předků (vícečetná náboženská identita) nebo rozličné synkretismy. 
V zemi také existuje africké čarodějnictví.
Tradiční náboženství bylo původně polyteistické, později převládlo uctívání jediného boha Waaqa. Součástí kultu jsou rovněž andělé či duchové, nazývají se souhrnně ayaanle. Tito duchové jsou chápáni jako dobří a jsou nositeli štěstí a požehnání. Poslem smrti je anděl Huur (dříve rovněž součást polyteistického pantheonu), který má podobu velkého ptáka a bývá připodobňován ke staroegyptskému Horovi. Anděl mstitel se nazývá Nidar, také napravuje křivdu. Posvátná dřevěná socha spojovaná s plodností se nazývá wagar.

### Turismus
Jediná oblast, která se dá bezpečně navštívit, je Somaliland – neuznaný stát, který se od většinového Somálska odtrhl v roce 1991 a velmi rychle vytvořil vládní struktury. Ostatní části Somálska byly turismem nezasažené až do roku 2012, kdy místní agentury začaly organizovat zájezdy pro jednotlivce a malé skupiny, hlavně do hlavního města Mogadiša. V roce 2018 město Mogadišo a oblasti Puntland a Jubbaland navštívil slovenský dobrodruh Peter Gregor po téměř 30leté občanské válce v zemi.